# Fariometra sokotrae
Fariometra sokotrae is een haarster uit de familie Antedonidae.
De wetenschappelijke naam van de soort werd in 1937 gepubliceerd door David Dilwyn John.